# Pterotyphis eos paupereques
Pterotyphis eos paupereques es una subespecie de molusco gasterópodo de la familia Muricidae.

## Distribución geográfica
Se encuentra  en Nueva Zelanda.